# Championnat d'Asie de rugby à XV 2019
Navigation
Tournoi 2018 Tournoi 2022
Le championnat d'Asie de rugby à XV 2019 est la cinquième édition du championnat d'Asie de rugby à XV, compétition annuelle de rugby à XV qui voit s'affronter les nations membres de Asia Rugby. Les pays participants sont répartis en cinq divisions continentales et un système de promotions et de relégations existe entre les différentes divisions continentales.

## Participants
| Top 3 - Hong Kong - Corée du Sud - Malaisie | Division 1 - Philippines - Sri Lanka - Singapour - Taipei chinois | Division 2 - Guam - Kazakhstan - Thaïlande - Émirats arabes unis |

| Division 3 Ouest - Iran - Jordanie - Liban - Qatar | Division 3 Central - Pakistan - Ouzbékistan | Division 3 Sud-Est - Chine - Inde - Indonésie |

### Top 3

#### Classement
| Rang | Nation       | J | V | N | D | Bo | Bd | Pm  | Pe  | Diff | Pts |
| ---- | ------------ | - | - | - | - | -- | -- | --- | --- | ---- | --- |
| 1    | Hong Kong    | 4 | 4 | 0 | 0 | 4  | 0  | 212 | 37  | +175 | 20  |
| 2    | Corée du Sud | 4 | 2 | 0 | 2 | 2  | 0  | 103 | 141 | -38  | 10  |
| 3    | Malaisie     | 4 | 0 | 0 | 4 | 1  | 0  | 54  | 191 | -137 | 1   |

|  | Vainqueur du tournoi (no 1). |

#### Résultats
| 18 mai 2019 16h00 | Corée du Sud | 52 - 14 | Malaisie | Incheon Namdong Asiad Rugby Field (en), Incheon |
| 18 mai 2019 16h00 | Rapport      |         |          | Incheon Namdong Asiad Rugby Field (en), Incheon |
| 18 mai 2019 16h00 |              |         |          | Incheon Namdong Asiad Rugby Field (en), Incheon |

| 25 mai 2019 21h00 | Malaisie | 16 - 38 | Corée du Sud | Stade national Bukit Jalil, Kuala Lumpur |
| 25 mai 2019 21h00 | Rapport  |         |              | Stade national Bukit Jalil, Kuala Lumpur |
| 25 mai 2019 21h00 |          |         |              | Stade national Bukit Jalil, Kuala Lumpur |

| 8 juin 2019 16h00 | Corée du Sud | 10 - 47 | Hong Kong | Incheon Namdong Asiad Rugby Field (en), Incheon |
| 8 juin 2019 16h00 | Rapport      |         |           | Incheon Namdong Asiad Rugby Field (en), Incheon |
| 8 juin 2019 16h00 |              |         |           | Incheon Namdong Asiad Rugby Field (en), Incheon |

| 15 juin 2019 16h00 | Hong Kong | 30 - 24 | Malaisie | Hong Kong Football Club, Hong Kong |
| 15 juin 2019 16h00 | Rapport   |         |          | Hong Kong Football Club, Hong Kong |
| 15 juin 2019 16h00 |           |         |          | Hong Kong Football Club, Hong Kong |

| 22 juin 2019 20h00 | Malaisie | 0 - 71 | Hong Kong | Stade national Bukit Jalil, Kuala Lumpur |
| 22 juin 2019 20h00 | Rapport  |        |           | Stade national Bukit Jalil, Kuala Lumpur |
| 22 juin 2019 20h00 |          |        |           | Stade national Bukit Jalil, Kuala Lumpur |

| 29 juin 2019 16h00 | Hong Kong | 64 - 3 | Corée du Sud | Hong Kong Football Club, Hong Kong |
| 29 juin 2019 16h00 | Rapport   |        |              | Hong Kong Football Club, Hong Kong |
| 29 juin 2019 16h00 |           |        |              | Hong Kong Football Club, Hong Kong |

### Division 1

#### Tableau
|  | Demi-finales                                  | Demi-finales                                |                        |    | Finale                                        | Finale                                        |
|  | Demi-finales                                  | Demi-finales                                |                        |    | Finale                                        | Finale                                        |
|  |                                               |                                             |                        |    |                                               |                                               |
|  | le 29 mai 2019 au Stade municipal de Taipei   | le 29 mai 2019 au Stade municipal de Taipei |                        |    | le 1er juin 2019 au Stade municipal de Taipei | le 1er juin 2019 au Stade municipal de Taipei |
|  | le 29 mai 2019 au Stade municipal de Taipei   | le 29 mai 2019 au Stade municipal de Taipei |                        |    | le 1er juin 2019 au Stade municipal de Taipei | le 1er juin 2019 au Stade municipal de Taipei |
|  | Philippines                                   | 39                                          |                        |    | le 1er juin 2019 au Stade municipal de Taipei | le 1er juin 2019 au Stade municipal de Taipei |
|  | Philippines                                   | 39                                          |                        |    | le 1er juin 2019 au Stade municipal de Taipei | le 1er juin 2019 au Stade municipal de Taipei |
|  | Sri Lanka                                     | 22                                          |                        |    | le 1er juin 2019 au Stade municipal de Taipei | le 1er juin 2019 au Stade municipal de Taipei |
|  | Sri Lanka                                     | 22                                          | Philippines            | 29 |                                               |                                               |
|  | le 29 mai 2019 au Stade municipal de Taipei   |                                             | Philippines            | 29 |                                               |                                               |
|  |                                               | Singapour                                   | 21                     |    |                                               |                                               |
|  | Taipei chinois                                | Singapour                                   | 21                     | 13 |                                               |                                               |
|  | Taipei chinois                                |                                             |                        | 13 |                                               |                                               |
|  | Singapour                                     | 18                                          |                        |    |                                               |                                               |
|  | Singapour                                     | 18                                          | Match pour la 3e place |    |                                               |                                               |
|  |                                               |                                             |                        |    |                                               |                                               |
|  | le 1er juin 2019 au Stade municipal de Taipei |                                             |                        |    |                                               |                                               |
|  |                                               |                                             |                        |    |                                               |                                               |
|  | Sri Lanka                                     | 72                                          |                        |    |                                               |                                               |
|  | Sri Lanka                                     | 72                                          |                        |    |                                               |                                               |
|  | Taipei chinois                                | 17                                          |                        |    |                                               |                                               |
|  | Taipei chinois                                | 17                                          |                        |    |                                               |                                               |

### Division 2

#### Tableau
|  | Demi-finales                                      | Demi-finales                                      |                        |    | Finale                                            | Finale                                            |
|  | Demi-finales                                      | Demi-finales                                      |                        |    | Finale                                            | Finale                                            |
|  |                                                   |                                                   |                        |    |                                                   |                                                   |
|  | le 15 mai 2019 au Bang Bong Sport Center, Hua Hin | le 15 mai 2019 au Bang Bong Sport Center, Hua Hin |                        |    | le 18 mai 2019 au Bang Bong Sport Center, Hua Hin | le 18 mai 2019 au Bang Bong Sport Center, Hua Hin |
|  | le 15 mai 2019 au Bang Bong Sport Center, Hua Hin | le 15 mai 2019 au Bang Bong Sport Center, Hua Hin |                        |    | le 18 mai 2019 au Bang Bong Sport Center, Hua Hin | le 18 mai 2019 au Bang Bong Sport Center, Hua Hin |
|  | Émirats arabes unis                               | 82                                                |                        |    | le 18 mai 2019 au Bang Bong Sport Center, Hua Hin | le 18 mai 2019 au Bang Bong Sport Center, Hua Hin |
|  | Émirats arabes unis                               | 82                                                |                        |    | le 18 mai 2019 au Bang Bong Sport Center, Hua Hin | le 18 mai 2019 au Bang Bong Sport Center, Hua Hin |
|  | Guam                                              | 7                                                 |                        |    | le 18 mai 2019 au Bang Bong Sport Center, Hua Hin | le 18 mai 2019 au Bang Bong Sport Center, Hua Hin |
|  | Guam                                              | 7                                                 | Émirats arabes unis    | 50 |                                                   |                                                   |
|  | le 15 mai 2019 au Bang Bong Sport Center, Hua Hin |                                                   | Émirats arabes unis    | 50 |                                                   |                                                   |
|  |                                                   | Thaïlande                                         | 12                     |    |                                                   |                                                   |
|  | Thaïlande                                         | Thaïlande                                         | 12                     | 38 |                                                   |                                                   |
|  | Thaïlande                                         |                                                   |                        | 38 |                                                   |                                                   |
|  | Kazakhstan                                        | 20                                                |                        |    |                                                   |                                                   |
|  | Kazakhstan                                        | 20                                                | Match pour la 3e place |    |                                                   |                                                   |
|  |                                                   |                                                   |                        |    |                                                   |                                                   |
|  | le 18 mai 2019 au Bang Bong Sport Center, Hua Hin |                                                   |                        |    |                                                   |                                                   |
|  |                                                   |                                                   |                        |    |                                                   |                                                   |
|  | Guam                                              | 8                                                 |                        |    |                                                   |                                                   |
|  | Guam                                              | 8                                                 |                        |    |                                                   |                                                   |
|  | Kazakhstan                                        | 17                                                |                        |    |                                                   |                                                   |
|  | Kazakhstan                                        | 17                                                |                        |    |                                                   |                                                   |

### Division 3 Ouest

#### Classement
| Rang | Nation   | J | V | N | D | Bo | Bd | Pm | Pe  | Diff | Pts |
| ---- | -------- | - | - | - | - | -- | -- | -- | --- | ---- | --- |
| 1    | Qatar    | 2 | 2 | 0 | 0 | 1  | 0  | 90 | 10  | +80  | 9   |
| 2    | Liban    | 2 | 1 | 0 | 1 | 2  | 0  | 81 | 19  | +62  | 6   |
| 3    | Jordanie | 2 | 0 | 0 | 2 | 0  | 0  | 6  | 148 | -142 | 0   |

|  | Vainqueur du tournoi (no 1). |

#### Résultats
| 30 mars 2019 16h00 | Qatar   | 77 - 0 | Jordanie | Aspire Dome, Doha |
| 30 mars 2019 16h00 | Rapport |        |          | Aspire Dome, Doha |
| 30 mars 2019 16h00 |         |        |          | Aspire Dome, Doha |

| 2 avril 2019 18h00 | Jordanie | 6 - 71 | Liban | Aspire Dome, Doha |
| 2 avril 2019 18h00 | Rapport  |        |       | Aspire Dome, Doha |
| 2 avril 2019 18h00 |          |        |       | Aspire Dome, Doha |

| 5 avril 2019 19h00 | Qatar   | 13 - 10 | Liban | Aspire Dome, Doha |
| 5 avril 2019 19h00 | Rapport |         |       | Aspire Dome, Doha |
| 5 avril 2019 19h00 |         |         |       | Aspire Dome, Doha |

### Division 3 Central

#### Classement
| Rang | Nation      | J | V | N | D | Bo | Bd | Pm | Pe | Diff | Pts |
| ---- | ----------- | - | - | - | - | -- | -- | -- | -- | ---- | --- |
| 1    | Pakistan    | 2 | 1 | 0 | 1 | 2  | 0  | 68 | 51 | +17  | 6   |
| 2    | Ouzbékistan | 2 | 1 | 0 | 1 | 1  | 0  | 51 | 68 | -17  | 5   |

|  | Vainqueur du tournoi (no 1). |

#### Résultats
| 28 avril 2019 16h00 | Pakistan | 44 - 13 | Ouzbékistan | Lahore Rugby Football Club (en), Lahore |
| 28 avril 2019 16h00 | Rapport  |         |             | Lahore Rugby Football Club (en), Lahore |
| 28 avril 2019 16h00 |          |         |             | Lahore Rugby Football Club (en), Lahore |

| 1er mai 2019 16h00 | Ouzbékistan | 38 - 24 | Pakistan | Lahore Rugby Football Club (en), Lahore |
| 1er mai 2019 16h00 | Rapport     |         |          | Lahore Rugby Football Club (en), Lahore |
| 1er mai 2019 16h00 |             |         |          | Lahore Rugby Football Club (en), Lahore |

### Division 3 Sud-Est

#### Classement
| Rang | Nation    | J | V | N | D | Bo | Bd | Pm  | Pe  | Diff | Pts |
| ---- | --------- | - | - | - | - | -- | -- | --- | --- | ---- | --- |
| 1    | Chine     | 2 | 2 | 0 | 0 | 2  | 0  | 137 | 27  | +110 | 10  |
| 2    | Inde      | 2 | 1 | 0 | 1 | 1  | 0  | 59  | 86  | -27  | 5   |
| 2    | Indonésie | 2 | 0 | 0 | 2 | 0  | 0  | 22  | 105 | -83  | 0   |

|  | Vainqueur du tournoi (no 1). |

#### Résultats
| 23 juin 2019 16h00 | Indonésie | 10 - 63 | Chine | Gelora Bung Karno Sports Complex, Djakarta |
| 23 juin 2019 16h00 | Rapport   |         |       | Gelora Bung Karno Sports Complex, Djakarta |
| 23 juin 2019 16h00 |           |         |       | Gelora Bung Karno Sports Complex, Djakarta |

| 26 juin 2019 16h00 | Inde    | 17 - 74 | Chine | Gelora Bung Karno Sports Complex, Djakarta |
| 26 juin 2019 16h00 | Rapport |         |       | Gelora Bung Karno Sports Complex, Djakarta |
| 26 juin 2019 16h00 |         |         |       | Gelora Bung Karno Sports Complex, Djakarta |

| 29 juin 2019 16h00 | Inde    | 42 - 12 | Indonésie | Gelora Bung Karno Sports Complex, Djakarta |
| 29 juin 2019 16h00 | Rapport |         |           | Gelora Bung Karno Sports Complex, Djakarta |
| 29 juin 2019 16h00 |         |         |           | Gelora Bung Karno Sports Complex, Djakarta |